# Tjasker Gaasperpark
De tjasker in het Gaasperpark bij Driemond in Amsterdam-Zuidoost is een paaltjasker die in 1978 is gebouwd ter gelegenheid van de Floriade en daarna op zijn plek is blijven staan. In 2003 is het molentje opgeknapt, maar het kan niet malen omdat hij door beperkingen niet gekruid kan worden. De geringe windvang maakt het ook niet mogelijk om effectief te kunnen malen.
De tjasker heeft de status gemeentelijk monument.